# Pachetra diluta
Pachetra diluta är en fjärilsart som beskrevs av Hans Rebel. Pachetra diluta ingår i släktet Pachetra och familjen nattflyn. Inga underarter finns listade i Catalogue of Life.